# Rozvodna Vernéřov
Rozvodna Vernéřov (zkratkou VER) se nachází u města Klášterec nad Ohří, poblíž bývalé osady Vernéřov asi 3 km východně od Klášterce nad Ohří v okrese Chomutov v Ústeckém kraji. Provozuje se v napěťových hladinách 400 a 110 kV. Nedaleko rozvodny se nachází rozvodna 110/22 kV společnosti ČEZ.

## Význam
Rozvodna byla založena v roce 2017 v souvislosti s vybudováním nové průmyslové zóny kolem Kadaně. Zároveň byla postavena jako náhrada za elektrárnu Prunéřov I, která byla v roce 2020 odstavena. Plánuje se také připojení větrného parku Chomutov.

## Popis

### Napěťové hodnoty
Rozvodna je provozována v napětových hodnotách 400 kV a 110 kV. Dvojitým vedením na hladině 400 kV je spojena rozvodna Hradec. Toto vedení původně vedlo z elektrárny Prunéřov I, ale po jejím odstavení bylo přesměrováno do této rozvodny.

### Transformátory
Transformace 400/110 kV je zajištěna jedním třífázovým transformátorem.

### Vedení
Do rozvodny jsou zaústěna následující vedení:

#### Vedení 400 kV – ZVN – zvláště vysoké napětí
- Dvojité vedení V461/(V462) Hradec – Vernéřov (původně EPRU I - Hradec)

##### Plánovaná vedení 400 kV
- Dvojité vedení V487/V488 Vernéřov-Vítkov (plánováno 2023)

## Plánovaný rozvoj
Na rok 2023 se plánuje výstavba nového dvojitého vedení 400 kV (V487/V488), které má vést do rozvodny Vítkov a má nahradit staré 220 kV vedení (V223/V224). Dále se také plánuje připojit větrný park Chomutov přes hladinu 110 kV.